# Cynorta leucopyga
Cynorta leucopyga is een hooiwagen uit de familie Cosmetidae.